# Forêt sacrée de Zannoudji
La forêt sacrée de Zannoudji est un site naturel et culturel du Bénin, situé dans la commune de Zè. Elle fait partie des nombreuses forêts sacrées présentes dans le sud du pays, en pays vaudou.

## Localisation
Également appelée Zannouzoun, la forêt sacrée de Zannoudji est située dans le département de l’Atlantique, au Bénin. Elle remonte à des temps ancestraux, et se trouve à environ 16 kilomètres du domaine aéroportuaire de Glo-Djigbé. À l’origine, elle couvrait plus de cinquante hectares, mais l’extension progressive des zones habitées a réduit sa superficie à dix-sept hectares seulement.

## Histoire
C’est au cœur de cette forêt qu’est né l’ancêtre de tous les Aïzo du sud-Bénin. La forêt sacrée de Zannoudji est le berceau de la civilisation Aïzo,,. Le site est réputé pour son massif granitique unique au sud du Bénin. L’ancêtre fondateur des Aïzo, Donou Zoguigui, serait sorti de la terre dans ce lieu à la suite d’un phénomène volcanique mystifié. Après la solidification de la lave, les rochers auraient été érigés en palais royal dans la forêt. La forêt servait aussi de lieu cérémoniel important : le roi Zannoudji y réalisait des cérémonies spécifiques en présence de sa cour, et c’est là que la divinité Sakpata était traditionnellement vénérée lors de célébrations endogènes.
Autre élément notable, ce site existe depuis des temps ancestraux, bien avant la fondation de royaumes comme celui de Dahomey. Il s’agissait donc d’un lieu sacré bien avant l’émergence des structures politiques plus récentes.

## Biodiversité
La forêt abrite une flore variée et une faune diversifiées,. On y trouve une grande richesse végétale, incluant de nombreuses espèces d’arbres et de plantes, dont certaines sont utilisées en médecine traditionnelle africaine ; le peuple Aïzo en exploite notamment les vertus phytothérapeutiques. La faune comprend différents mammifères tels que des biches et des antilopes. Vingt-cinq espèces d’oiseaux ont été recensées lors d’un inventaire réalisé en 2019. Parmi les mammifères, le céphalophe de Walter, espèce endémique du Bénin et du Togo, est présent. La biodiversité de cet écosystème reste encore partiellement étudiée, laissant supposer la présence d’autres espèces à découvrir.

## Note et références

### Note
- (fr) Cet article est partiellement ou en totalité issu de l’article de Wikipédia en français intitulé « Forêt sacrée de Zannoudji » (voir la liste des auteurs).